# 新光戯院

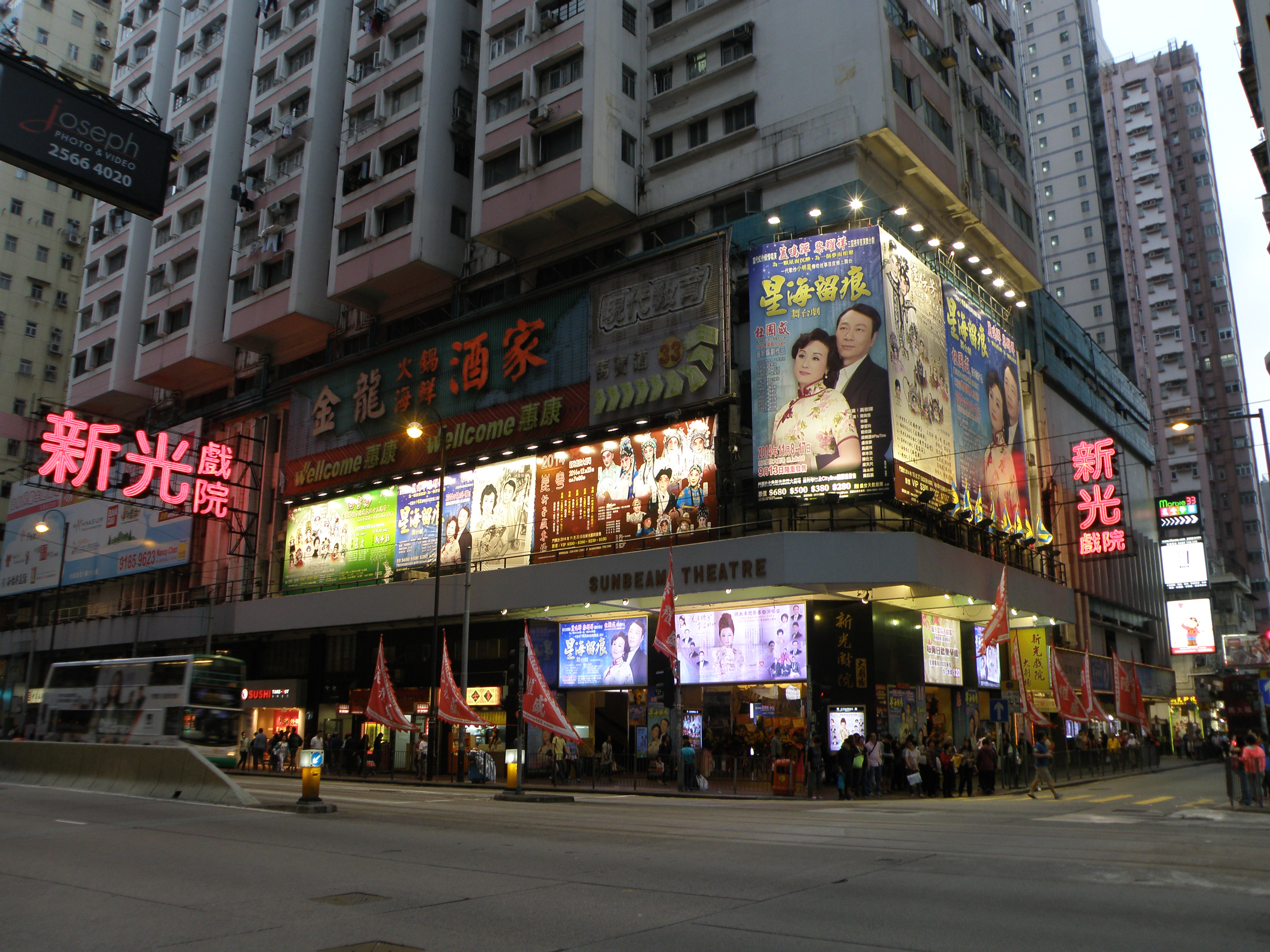
新光戲院大劇場の外観（2014年）

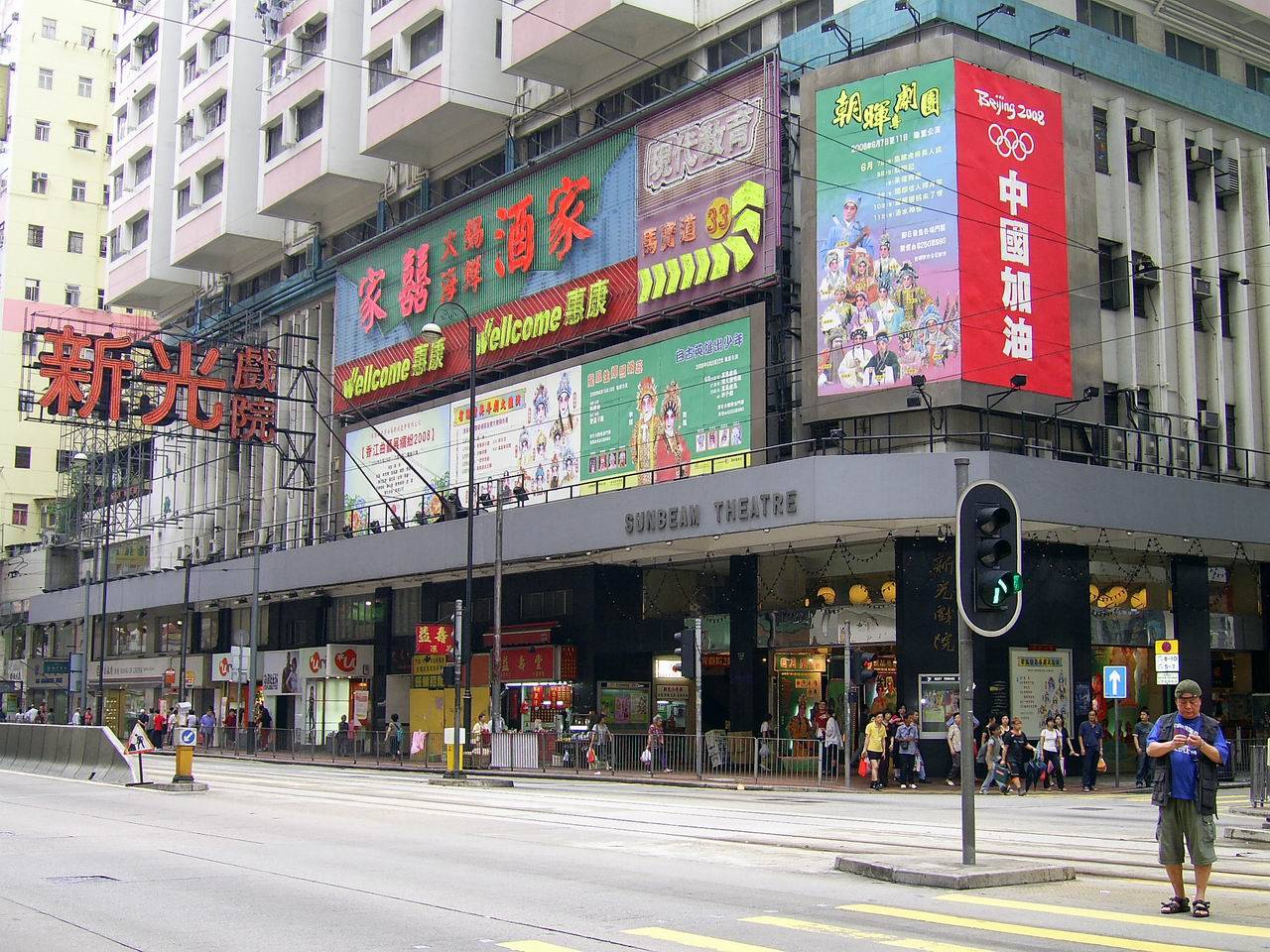
新光戲院大劇場の外観（2008年）

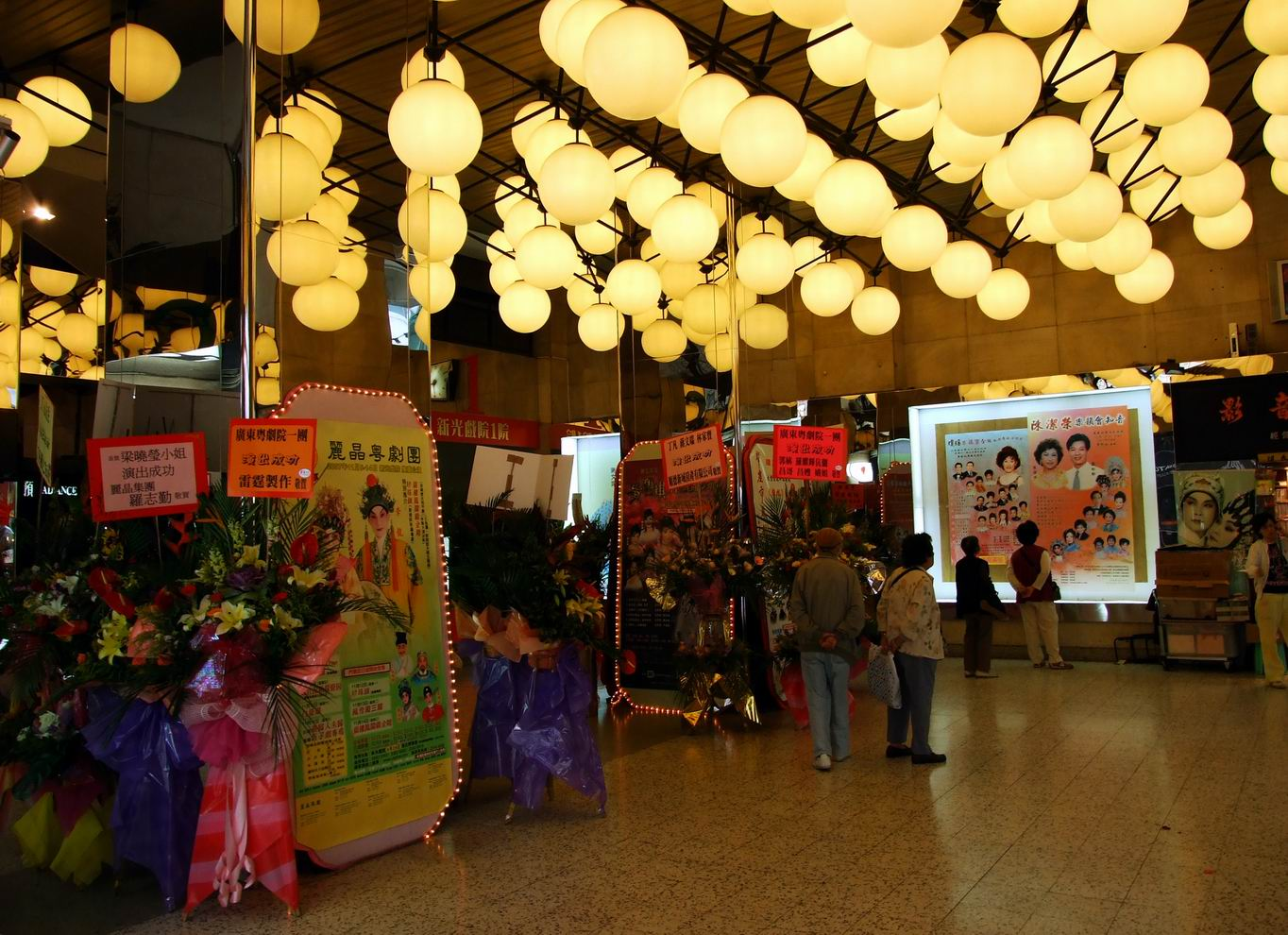
新光戲院大劇場のホール

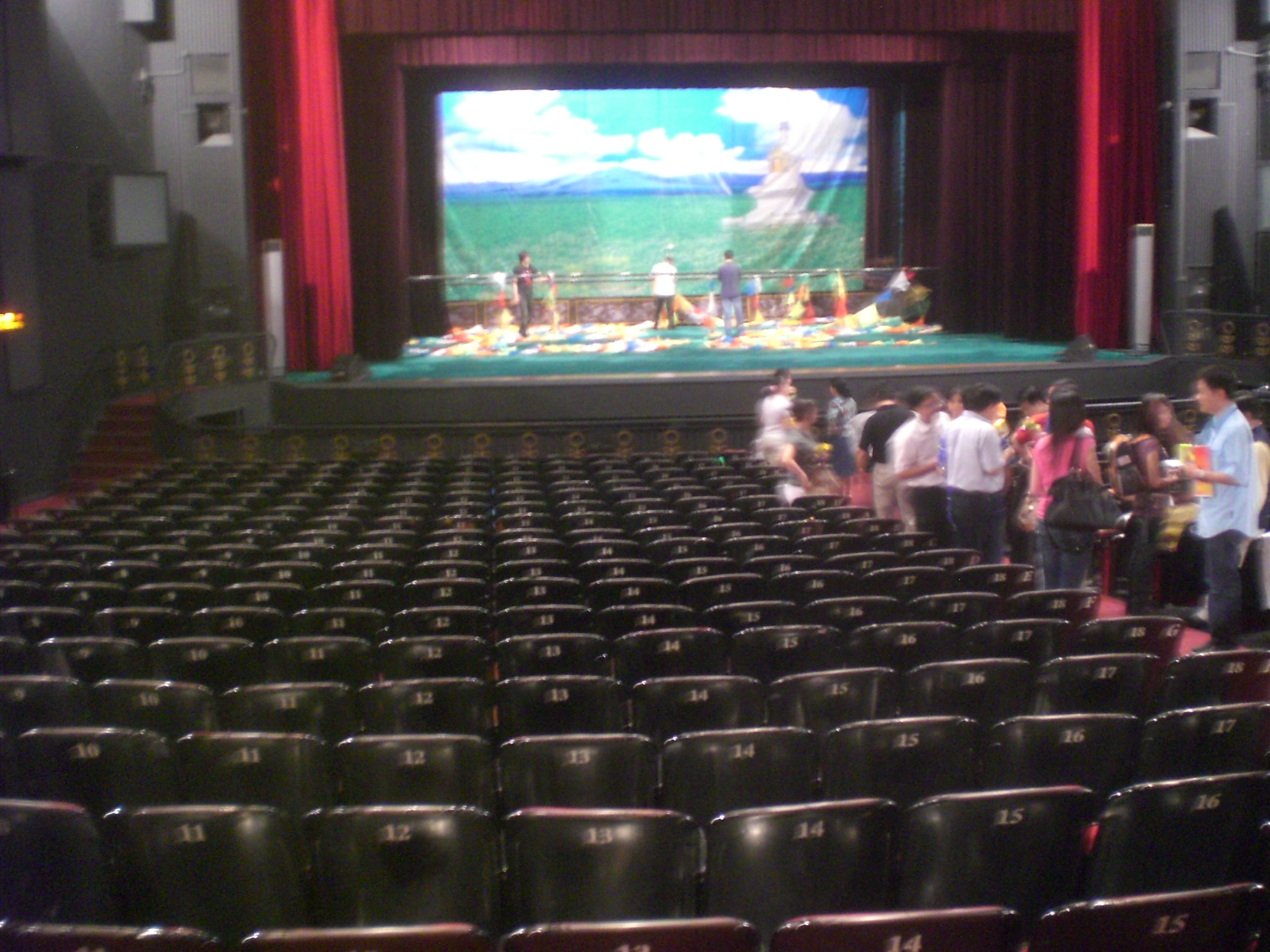
一院内部

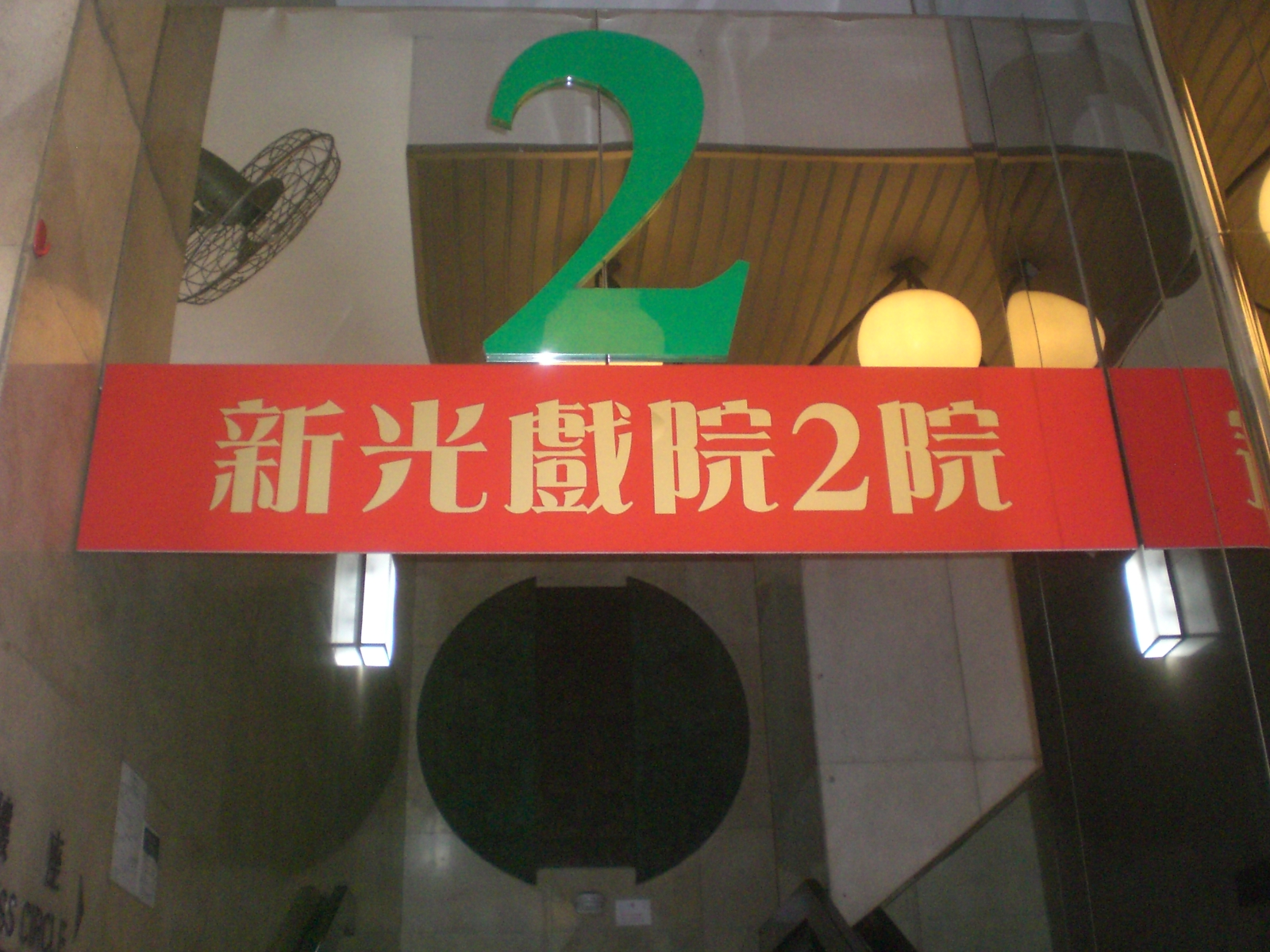
二院内部

新光戯院大劇場（英文：Sunbeam Theatre）は、粤劇（広東オペラ）を定期的に上演する香港でも数少ない大型劇場であり、香港島・北角の英皇道沿いにある。1972年開業で、2025年3月3日閉業。

## 設施
新光戯院大劇場には、「一院」と「二院」の2つの劇場がある。：
1. 一院には1,033の座席があり、粤劇の他に、舞台劇やコンサートにも使用されることがある。映画の上演も可能である。
2. 一院の上にある二院には340の座席があり、練習場などに使用されている。将来的には撤去され、一院を拡大する計画もある。

## 歴史
新光戯院大劇場のある場所には、かつて商務印書館の印刷工場があり、その跡地に粤劇を上演する劇場を設置する計画を立て、当時の最新式設備を設置し、1,709人収容の大型劇場「新光戯院」として、1972年9月16日に開業した。
その後は、粤劇専門の大型劇場として営業を続けていたが、2012年には、当時の興行主が借地料の大幅上昇に対応できなくなり、一旦2月19日をもって閉鎖が決定した。しかし閉鎖を惜しむ関係者の努力により、2月17日になって新たな興行主が現れ、4年間の営業継続が決定した。その後、劇場名を「新光戯院大劇場」に変更し、劇場設備が更新され、粤劇だけではなく、さまざまな演劇を上演可能な劇場に生まれ変わった。
現在も、粤劇を上演する数少ない大型劇場として、営業を続けている。

## 交通
香港MTR
- 港島線、将軍澳線： 北角駅B1出口

バス
- 香港島内路線： 2、2A、8X、10、18、18P、19、23、27、38、41A、42、63、65、77、81、82、85、99、529
- ランタオ島方面行き路線： A11、A12、R11
- 九龍半島方面行き路線： 102、102P、106、110、112、116、118、601、606、619、671、680、680A、682、690、692、694、698R、811

緑ミニバス
- 香港島内路線： 33、56、65、69
- 九龍半島方面行き路線： 61

## 參考資料

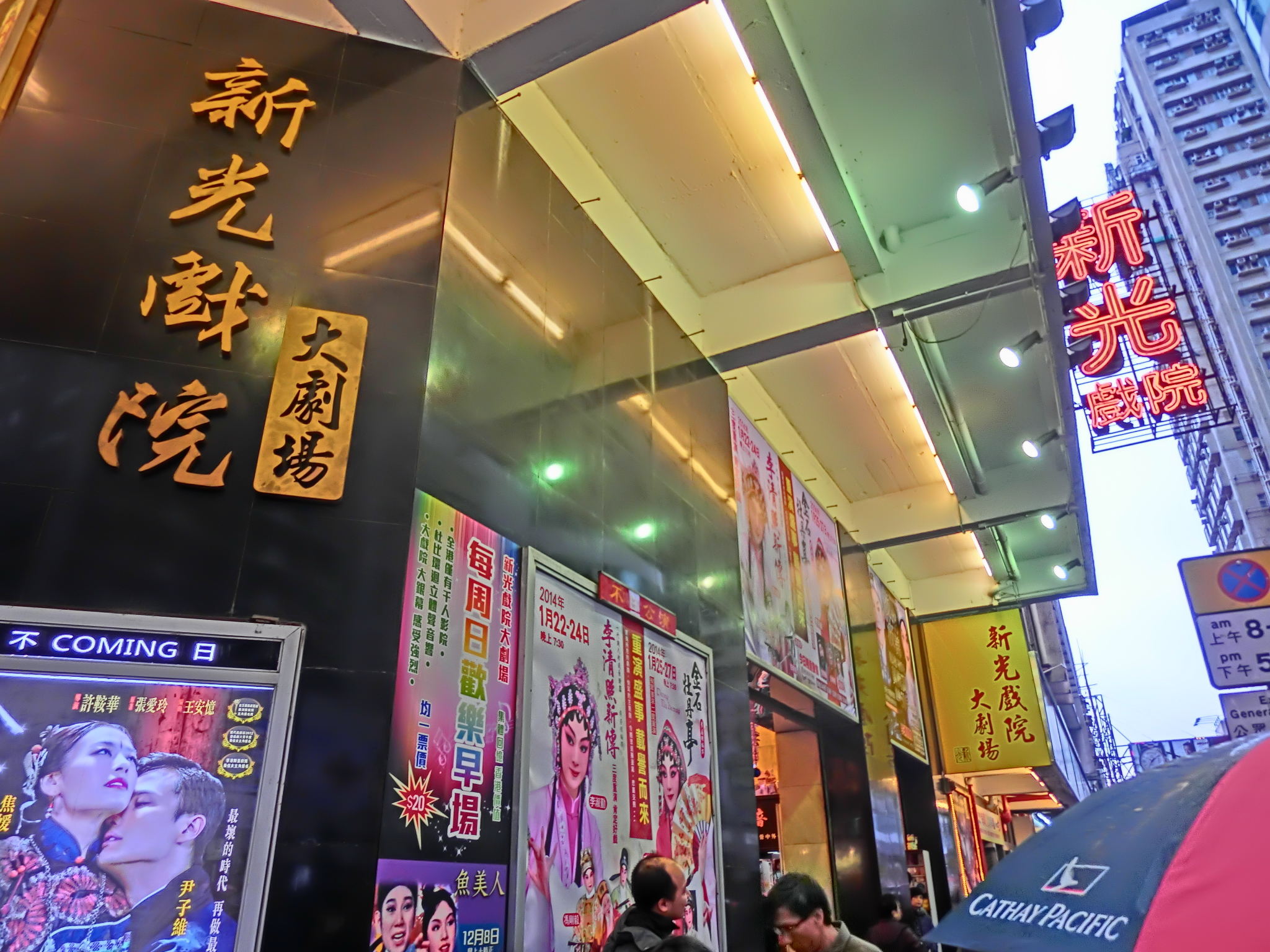
2013年の新光戲院大劇場